# Lisa Löwing
Lisa Ingrid Madeleine Löwing, född den 14 september 2004, är en svensk fotbollsspelare, som spelar som försvarare, och som representerar BK Häcken FF.

## Biografi
Löwing började spela fotboll i Torslanda IK. Efter några säsonger med Göteborgs DFF bytte hon klubb till BK Häcken FF år 2022. Samma år debuterade hon i Damallsvenskan. Efter en långtidsskada är hon nu (2024) tillbaka i spel. Hon har även representerat svenska damlandslaget på U19- och U23-nivå.